# Eduard Heis
Eduard Heis, född 18 februari 1806 i Köln, död 30 juni 1877 i Münster, var en tysk astronom.
Heis blev lärare vid ett gymnasium i Köln 1827, överlärare vid realskolan i Aachen 1837 samt professor i matematik och astronomi i Münster 1852. Samma år kallades han till hedersdoktor vid Bonns universitet. År 1861 blev han invald i Leopoldina och 1874 i Royal Astronomical Society. Han var en synnerligen produktiv författare inom astronomin, men utgav även skrifter i närbesläktade vetenskapsgrenar. Som astronom sysselsatte han sig företrädesvis med observationer rörande variabla stjärnor, zodiakalljuset, Vintergatan och meteorer. Resultaten av dessa under flera årtionden utförda observationer bearbetades senare ytterligare av åtskilliga astronomer. Han utvecklade även en mycket betydande lärarverksamhet och utgav 1858–1875 "Wochenschrift für Astronomie, Meteorologie und Geographie" (vilken övertogs av Hermann Joseph Klein).